# David Jones (Leichtathlet)
David Jones (David Henry Jones; * 11. März 1940 in Brookmans Park, Hertfordshire; † 1. Juni 2023) war ein britischer Sprinter.
Bei den Olympischen Spielen 1960 in Rom erreichte er über 100 Meter das Halbfinale und über 200 Meter das Viertelfinale. In der 4-mal-100-Meter-Staffel gewann er mit der britischen Mannschaft in der Besetzung Peter Radford, Jones, David Segal und Nick Whitehead die Bronzemedaille.
1962 wurde er bei den Leichtathletik-Europameisterschaften in Belgrad Fünfter über 200 Meter und holte mit dem britischen Quartett Bronze in der 4-mal-100-Meter-Staffel. Bei den British Empire and Commonwealth Games in Perth im selben Jahr folgte Silber über 220 Yards und Gold mit dem englischen Team in der 4-mal-110-Yards-Staffel.
Von 1959 bis 1961 wurde er dreimal in Folge englischer Meister über 220 Yards und 1962 englischer Hallenmeister über 60 Yards.